# CI Games
CI Games S.A. (dříve známé jako City Interactive S.A.) je polské vývojářské a vydavatelské studio, které sídlí ve Varšavě. Bylo založeno v roce 2002 a původně se zabývalo vývojem „nízkorozpočtových“ her. Studio je známé pro své herní série Sniper: Ghost Warrior a Lords of the Fallen.

## Historie
City Interactive bylo založeno v roce 2002 sloučením tří videoherních společností, jimiž jsou Lemon Interactive, We Open Eyes a Tatanka. Společnost se původně zabývala vývojem a distribucí „nízkorozpočtových“ her. V roce 2007 se City Interactive sloučilo s third-party vydavatelem Oni Games, které vzniklo stejně jako City Interactive v roce 2002, a vývojářským studiem Detalion, jež vytvářelo advenutry a které založili bývalí zaměstnanci LK Avalon Roland Pantoła, Maciej Miąsik, Danuta Sienkowska, Robert Ożóg, Łukasz Pisarek a Krzysztof Bar. V témže City Interactive poprvé veřejně nabídlo své finance a stalo se veřejnou společností zapsanou na Varšavské burze cenných papírů.
V roce 2008 se City Interactive rozhodlo odklonit od nízkorozpočtových her a následně vydalo hru Sniper: Ghost Warrior (2010). Společnost v rozhovoru pro časopis MCV uvedla, že je úspěch hry přivedl k přesvědčení, že učinili správné rozhodnutí ve smyslu strategie a produktového portfolia. V červnu 2011 City Interactive zaměstnávalo celkem 150 osob, a to ve svém sídle ve Varšavě, ve vývojářských studiích v Řešově, Katovicích, Poznani a Guildfordu a ve vydavatelských kancelářích v Německu, Spojeném království, Kanadě a Spojených státech. V roce 2012 se vývojářský tým ze City Interactive rozhodl používat jméno „CI Games“, na něž se City Interactive přejmenovalo v roce 2013.
V únoru 2018 bylo v CI Games zaměstnáno pouze 30 osob. CEO společnosti Marek Tymiński řekl, že ke snížení počtu zaměstnanců došlo kvůli problémům během vývoje Sniper: Ghost Warrior 3, přestože hra v době rozhodnutí prodala přes milion kopií a společnost skončila za fiskální rok 2017 v zisku. V lednu 2019 založilo CI Games novou značku United Label zabývající se distribucí nezávislých her. United Label má také pomáhat vývojářům s financováním jejich projektů výměnnou za část zisků ze hry. V roce 2020 se počet zaměstnanců CI Games začal zvyšovat a k roku 2021 jich bylo přes 140. Přibližně 80 osob je přímo zapojeno do vývoje her, přičemž 40 z nich pracuje na Sniper Ghost Warrior Contracts 2 a 50 na Lords of the Fallen 2, a zbylí zaměstnanci jsou součástí oddělení zajišťující jakost.

## Hry

### Vyvinuté hry
2003
- Wings of Honour
- Demolition Champions

2004
- World War II: Pacific Heroes
- Space Interceptor
- Terrorist Takedown

2005
- Terrorist Takedown: Payback
- Battlestrike: The Siege
- Battlestrike: Road to Berlin
- JetFighter 2015
- Combat Wings

2006
- Wings of Honour: Battles of the Red Baron
- All Star Strip Poker
- All Star Strip Poker: Girls at Work
- Combat Wings: Battle of Britain
- Terrorist Takedown: War in Colombia
- Terrorist Takedown: Covert Operations

2007
- Redneck Kentucky and the Next Generation Chickens
- Beauty Factory
- Code of Honor: The French Foreign Legion
- The Hell in Vietnam
- Sniper: Art of Victory

2008
- Art of Murder: FBI Confidential
- All Star Strip Poker: Girls Next Door
- Code of Honor 2: Conspiracy Island
- The Royal Marines Commando
- Terrorist Takedown 2: US Navy SEALs
- Operation Thunderstorm
- SAS: Secure Tomorrow
- Battlestrike: Force of Resistance
- Chronicles of Mystery: The Scorpio Ritual

2009
- Code of Honor 3: Desperate Measures
- Chronicles of Mystery: The Tree of Life
- Chronicles of Mystery: Curse of the Ancient Temple
- Art of Murder: Hunt for the Puppeteer
- Battlestrike: Shadow of Stalingrad
- I Love Beauty: Hollywood Makeover
- Sushi Academy

2010
- Art of Murder: Cards of Destiny
- Chicken Riot
- Terrorist Takedown 3
- Sniper: Ghost Warrior
- Crime Lab: Body of Evidence
- Vampire Moon: The Mystery of the Hidden Sun
- Art of Murder: The Secret Files
- Chronicles of Mystery: The Legend of the Sacred Treasure

2011
- Wolfschanze II
- Chronicles of Mystery: The Secret Tree of Life
- Chronicles of Mystery: Secret of the Lost Kingdom
- Art of Murder: Deadly Secrets
- Murder in Venice

2012–dosud
- Sniper: Ghost Warrior 2 (2012)
- Alien Rage (2013)
- Enemy Front (2014)
- Lords of the Fallen (2014)
- Sniper: Ghost Warrior 3 (2017)
- Sniper: Ghost Warrior Contracts (2019)
- Sniper: Ghost Warrior Contracts 2 (2021)

### Vydané hry
- Wolfschanze (2006; vyvinulo Calaris Studios)
- L.A. Street Racing (2007; vyvinulo Invictus Games)
- MOTORM4X (2008; vyvinulo The Easy Company)
- Pyroblazer (2008, vydáno ve východní Evropě; vyvinulo Eipix Entertainment)
- Specnaz 2 (2009; vyvinulo Byte Software)
- Jonathan Kane: The Protector (2009; vyvinulo Gingerbread Studios)
- Alcatraz (2010; vyvinulo Silden)

Vydané pod United Label
- Röki (2020; vyvinulo Polygon Treehouse)
- Eldest Souls (2021; vyvinulo Fallen Flag Studio)
- Tails of Iron (2021; vyvinulo Odd Bug Studio)